# Ornithomimus
Az Ornithomimus (jelentése 'madárutánzó') az ornithomimida dinoszauruszok egyik neme, amely a késő kréta korban élt Észak-Amerika területén. Típusfaját, az Ornithomimus veloxot a maastrichti korszakban keletkezett Denver-formációból származó hiányos fosszília, egy lábfej és egy kéz darabjai alapján nevezték el, de később Kanadában, jobb állapotban megőrződött példányokat is felfedeztek, köztük a második faj, az edmontoni korszakbeli Ornithomimus edmontonicus maradványait és egy (ismeretlen fajhoz tartozó) kitűnő állapotú, tagolt fosszíliát, amely a Dinoszaurusz Tartományi Parkból került elő. Az Egyesült Államok keleti partján szintén találtak olyan egyedeket, amelyeket az Ornithomimus nemhez kapcsoltak.

## Anatómia

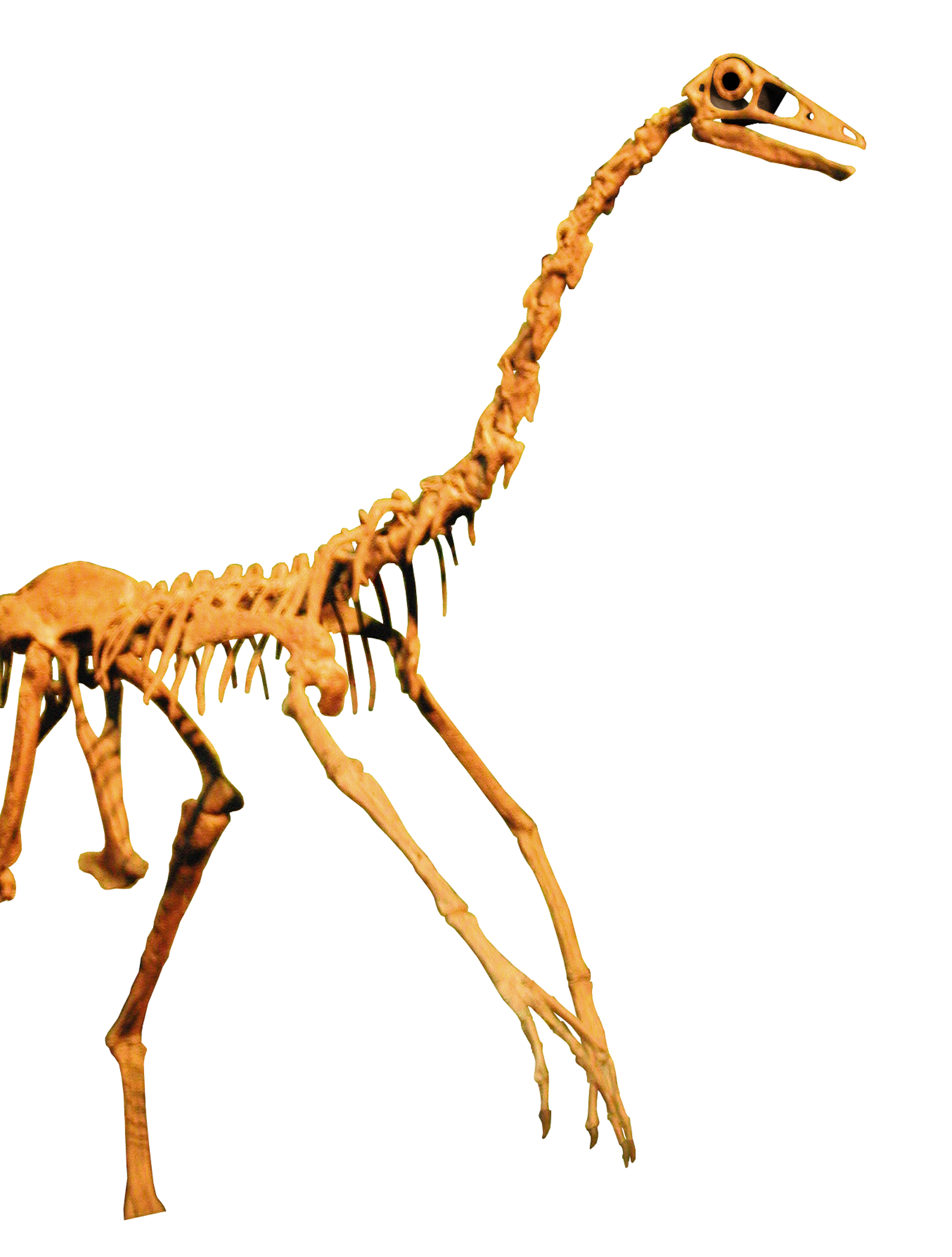
Az Ornithomimus edmontonicus a Royal Ontario Múzeumban

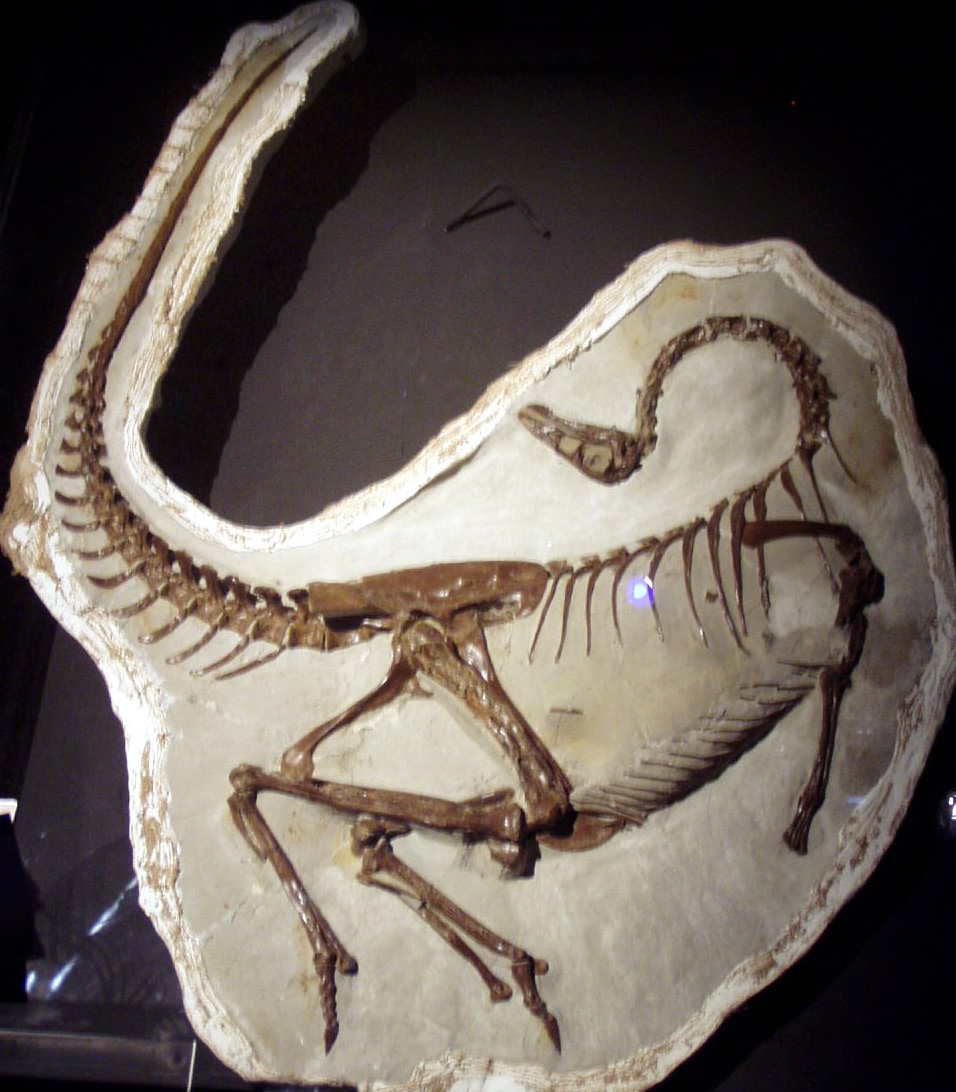
AzOrnithomimus edmontonicus fosszíliája „hulla pózban”, a Royal Tyrrell Múzeumban

A többi ornithomimidához hasonlóan az Ornithomimus is háromujjú lábfejjel, hosszú, vékony karokkal, hosszú nyakkal és madárszerű koponyával rendelkezett. A többi ornithomimidától eltérően a Struthiomimuséhoz hasonló, nagyon vékony, egyenes kéz- és lábkarmai voltak, a lábközépcsontjai és az ujjai pedig hasonló hosszúságot értek el. A kezei látszólag lajhárszerűvé váltak, ami alapján Henry Fairfield Osborn kijelentette, hogy az állat a táplálkozás során a fák ágaiba kapaszkodott.
Az Ornithomimus 3,5 méter hosszú és 2,1 méter magas volt, a tömege pedig körülbelül 100–150 kilogramm lehetett. Két lábon járt és hosszú farkát leszámítva a struccra hasonlított. Lábai hosszúak voltak, a combcsontja elérte a 46,8 centimétert. Valószínűleg gyors futó volt. Üreges csontokkal, nagyméretű aggyal és nagy szemekkel rendelkezett, gyenge és fogatlan állcsontjai csőrben végződtek.
Az ornithomimidák agya a dinoszauruszok között nagynak számított, de ez nem szükségszerűen jelez magas intellienciát; egyes őslénykutatók szerint az agy megnagyobbodott részei a mozgáskoordinációt szolgálták. Más ornithomimosaurusokhoz viszonyítva az Ornithomimus rövid háttal, hosszú, karcsú mellső lábakkal és igen nagy szemüregekkel rendelkezett.

## Osztályozás és fajok
Az Ornithomimus, és általánosságban az ornithomimidák osztályozásának története bonyolult. A típusfajt, az Ornithomimus veloxot Othniel Charles Marsh nevezte el 1890-ben, a coloradói Denver-formációban felfedezett részleges mellső és hátsó lábak alapján. A második fajt, az Ornithomimus altust 1902-ben nevezték el, de egy másik nem, a Struthiomimus tagjaként. Az évek során az Ornithomimushoz és a Struthiomimushoz is több fajt kapcsoltak, de a kettejük közti különbséget tudományos módon csak 1972-ben tesztelték először, mikor Dale Russell kimutatta a két nem egyes arányai közötti statisztikai különbséget, bár a hozzájuk tartozó fajokat, például az (1933-ban egy Albertából, a Horseshoe Canyon-formációból származó majdnem teljes csontváz alapján elnevezett) Ornithomimus edmontonicust nem tudta biztosan megkülönböztetni a típusfajtól. Russell több, a huszadik század során elnevezett Ornithomimus fajt, például az O. brevitertiust, az O. currelliit és az O. ingenst D. brevitertius néven az új Dromiceiomimus nemhez (nevének jelentése 'emuutánzó') kapcsolt. Russell tanulmányának megjelenése után azonban több kutató is okot talált arra, hogy ezeket a fajokat különböző kombinációkban visszahelyezze az Ornithomimus nembe.

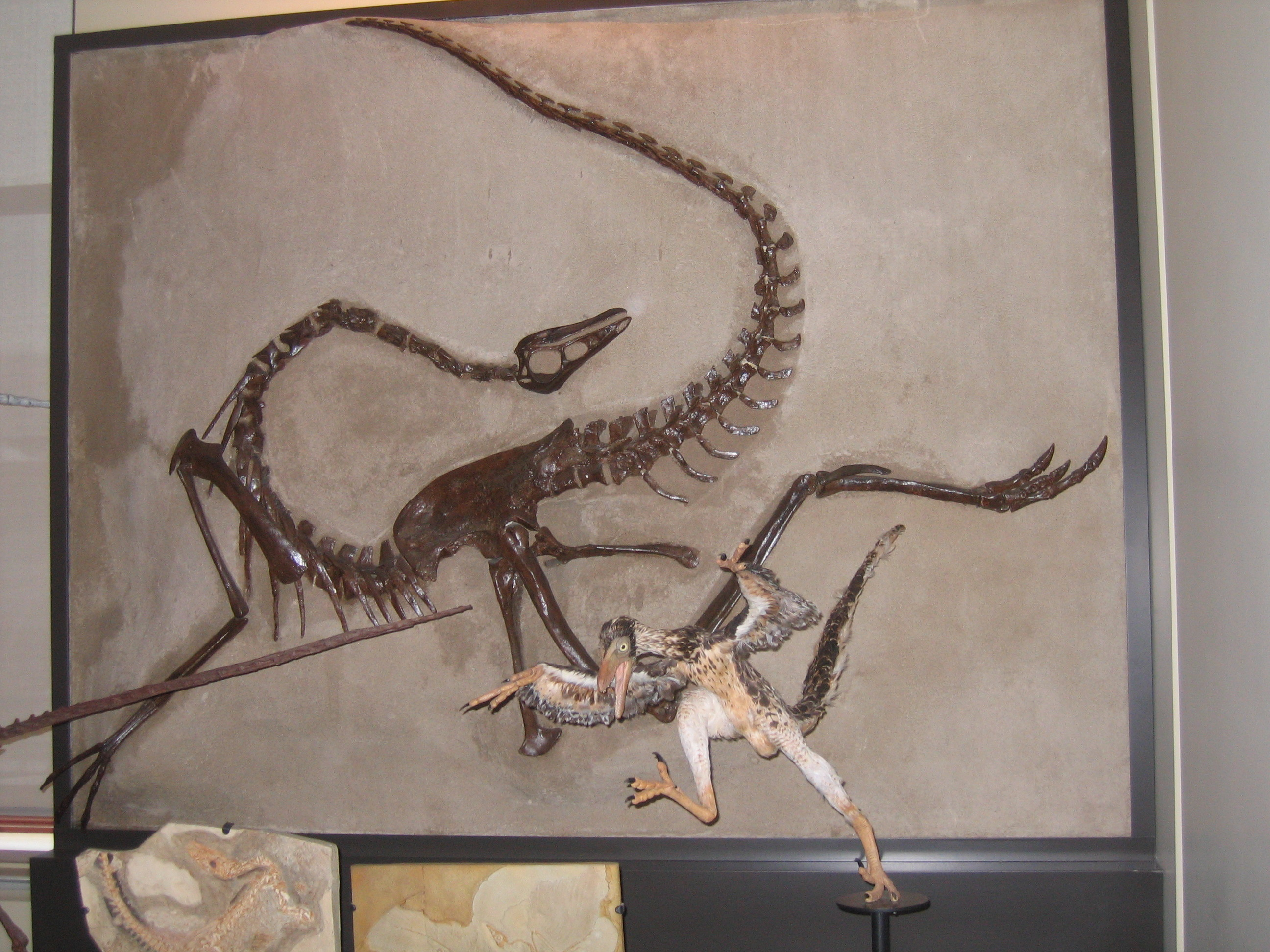
Az O. edmontonicus (korábbi nevén Dromiceiomimus) csontváza, egy Sinornithosaurus modellje mellett, a Kanadai Természeti Múzeum (Canadian Museum of Nature) kiállításán

2004-ben Peter Makovicky, Yoshitsugu Kobayashi és Phil Currie Russell 1972-es arányossági statisztikáját és az új példányokat felhasználva újraelemezte az ornithomimidák kapcsolatait. Arra a következtetésre jutottak, hogy a Dromiceiomimus és az Ornithomimus nem különböztethetők meg egymástól, megjegyezve, hogy a Dromiceiomimus az O. edmontonicus szinonimájának tekinthető. Az elemzésbe azonban nem vonták be az Ornithomimus típusfaját, az O. veloxot. A csapat 2006-ban, a Society of Vertebrate Paleontology (Gerinces Őslénytani Társaság) éves ülésén tartott előadáson tovább támogatta a Dromaeiciomimus és az O. edmontonicus közötti szinonímiát, ahogy azt Nicholas Longrich is tette egy 2008-ban írt cikkében. Emellett Makoviczky csapata a Dromaeiciomimus samuelit is az O. edmontonicus szinonimájának tekintette, bár ez Longrich szerint feltehetően egy olyan másik fajhoz tartozik, amelyet a Dinosaur Park-formációból származó, még leírásra váró Ornithomimus maradványok is képviselnek.
A legelső Ornithomimus maradvány egy töredékes csontváz volt, amely a New Jersey-i Navesink-formációból került elő, és Joseph Leidytől 1865-ben a Coelosaurus antiquus (ősi üreges gyík) nevet kapta. Ezt a leletet Donald Baird és Jack Horner 1979-ben kapcsolta először az Ornithomimushoz, Ornithomimus antiquus néven. Szokványos módon ezzel az Ornithomimus a Coelosaurus fiatalabb szinonimájává vált volna, de Baird és Horner felfedezte, hogy a „Coelosaurus” nevet egy ismeretlen szerző (mint később kiderült Richard Owen) 1854-ben már lefoglalta egy csigolyán alapuló nomen dubiumnak minősített taxon számára. Baird több New Jerseyből és Marylandből származó példányt is az O. antiquushoz kapcsolt. 1997-ben Robert M. Sullivan az O. veloxot és O. edmontonicust az O. antiquus fiatalabb szinonimáinak minősítette. Russellhez hasonlóan a két korábbi fajt egymástól megkülönböztethetetlennek találta, és megjegyezte, hogy mindkettő rendelkezik az O. antiquus egyedi tulajdonságaival. Bár David B. Weishampel (2004-ben) a „C.” antiquust bizonytalan ornithomimosaurusnak, és ezáltal nomen dubiumnak ítélte.
1891-ben, mindössze egy évvel az O. velox leírása után Marsh elnevezte az Ornithomimus egy másik faját, az O. sedenst, a wyomingi Lance-formációból származó részleges maradványok alapján. 1972-ben Dale Russell az ornithomimidákkal kapcsolatos áttekintésében nem tudta eldönteni, hogy a faj melyik nemhez tartozik, de úgy vélte, hogy átmenetet képezhet a Struthiomimus és a Dromiceiomimus között. Később főként a Struthiomimus sedenshez kapcsolták, amely egy még leírásra, és az O. sedens holotípusával való összehasonlításra váró montanai teljes csontvázon (továbbá néhány Albertából és Saskatchewanból származó töredéken) alapul.
Az O. veloxhoz kapcsolt további példányok a Denver-formációból és a wyomingi Ferris-formációból váltak ismertté. A utahi Kaiparowitz-formációból származó, és az O. veloxhoz kapcsolt egyik példányról 1985-ben készült leírás. 2010-ben a példányt Lindsay E. Zanno és kollégái újra megvizsgálták, és kizárták, hogy az O. veloxhoz, vagy egyáltalán az Ornithomimushoz tartozna.

## Ősbiológia
Az Ornithomimus étrendje még viták tárgyát képezi, bár testének formája részben növényevő életmódra alkalmas. Feltehetően rovarokkal, gyümölcsökkel, tojásokkal, valamint gyíkok és kisebb emlősök húsával táplálkozott.
Az Ornithomimus hosszú lábai egyértelműen gyors futást tettek lehetővé, a sípcsontja, körülbelül 20%-kal hosszabb a combcsontnál. A nagy szemüregek éles látásra és az éjszakai életmód lehetőségére utalnak.
Bruce Rothschild és szerzőtársai 2001-ben egy tanulmányt jelentettek meg a theropoda dinoszauruszok stressztöréseit és avulziós töréseit igazoló bizonyítékokon végzett vizsgálataikkal, és az állatok viselkedésére vonatkozó következtetéseikkel kapcsolatban. A megvizsgált 178 Ornithomimus lábcsontból egynél sem jutottak arra a megállapításra, hogy a sérülést stressztörés okozta.

## Popkulturális hatás

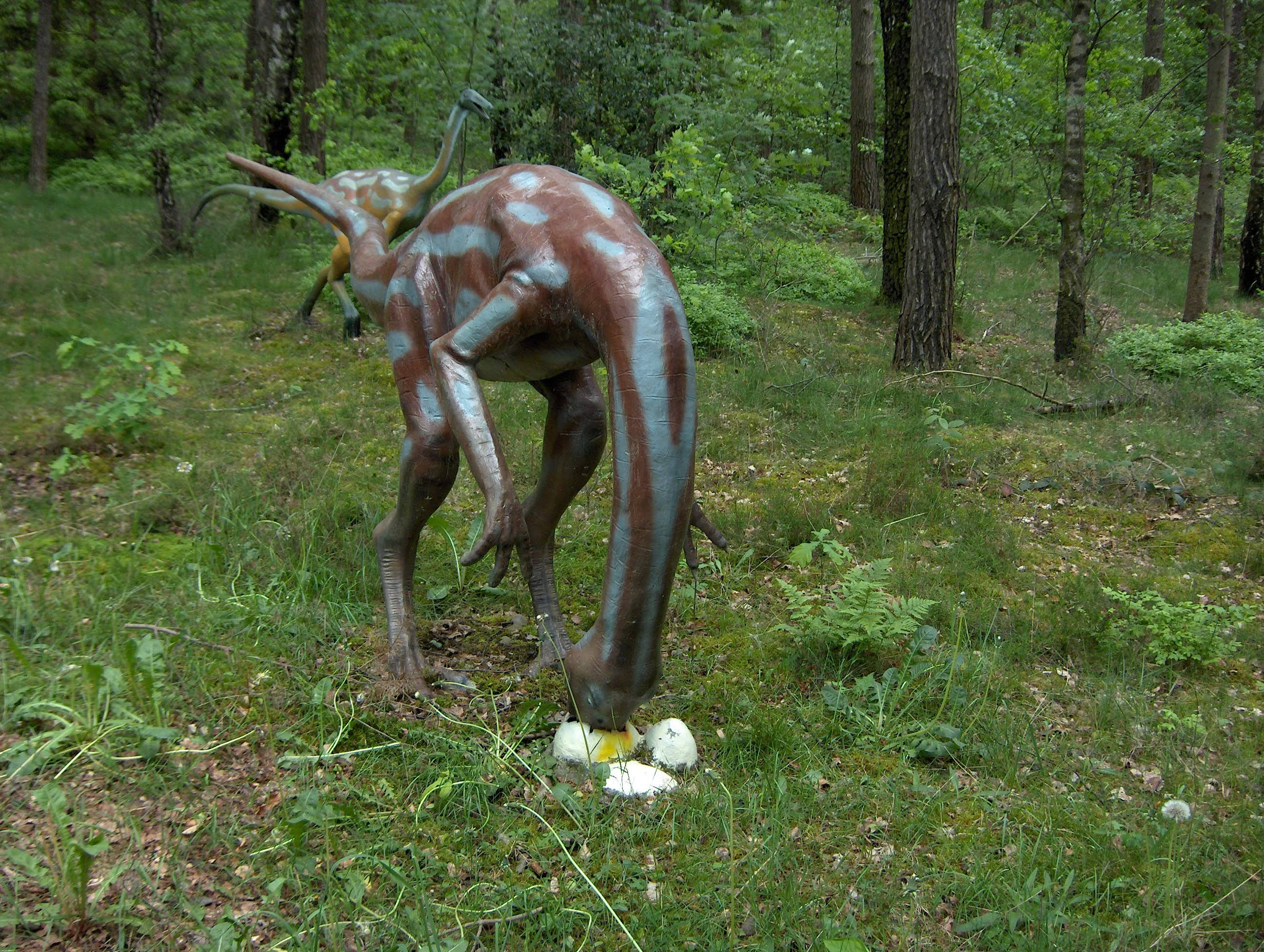
Ornithomimus modellek a Dino-Park Münchehagenben

Az Ornithomimus fontos szerepet játszik az Ősvilági kaland (Prehistoric Park) című televíziós sorozatban. Olyan falkaállatként jelenik meg, amely bármit megeszik, amit meglát, a fiatal példányokon pedig tollak láthatók. A táplálkozási módja jobban hasonlít a házik acsáéra, mint a struccéra, de ez pusztán azon a (később megcáfolt) feltételezésen alapul, ami szerint az ornithomimidák szűréssel táplálkoztak. Az Ornithomimus emellett több játékfilmben is látható volt, például a Fantázia, A tiltott völgy (The Valley of Gwangi, 1969), a Planet of Dinosaurs (Dinoszauruszok bolygója) (1978) és az IMAX formátumban készített T-Rex: Vissza a krétakorba.  A Dinosaur Train című animációs sorozatban visszatérő karakterként több „Ornithomimus” is megjelenik. Az állat Dromiceiomimus néven a Dinosaur Comics című webes képregény állandó szereplője, minden 3. panelen látható.

## Fordítás
- Ez a szócikk részben vagy egészben az Ornithomimus című angol Wikipédia-szócikk ezen változatának fordításán alapul.  Az eredeti cikk szerkesztőit annak laptörténete sorolja fel. Ez a jelzés csupán a megfogalmazás eredetét és a szerzői jogokat jelzi, nem szolgál a cikkben szereplő információk forrásmegjelöléseként.